# Michael Petzet
Michael Alfred Petzet (* 12. April 1933 in München; † 29. Mai 2019) war ein deutscher Kunsthistoriker und Denkmalpfleger.

## Leben
Petzet zog mit seinen Eltern, als er fünf Jahre alt war, nach Krailling und ging in Planegg zur Schule.
In den Jahren 1952 bis 1958 studierte er in München und Paris Kunstgeschichte.
Von 1958 bis 1965 arbeitete er für das Bayerische Landesamt für Denkmalpflege und erstellte im Regierungsbezirk Schwaben Inventarbände der Kunstdenkmäler. 1961 wurde er mit seiner Dissertation über die Abteikirche Sainte-Geneviève – das jetzige Pariser Pantheon –, erbaut von Jacques-Germain Soufflot, promoviert. Ab dem Jahr 1966 arbeitete er als Referent bei der Bayerischen Verwaltung der staatlichen Schlösser, Gärten und Seen. Im Jahr 1970 war er für zwei Jahre der zweite Direktor des Zentralinstituts für Kunstgeschichte in München. 1972 wurde er Direktor des Lenbachhauses.
Im Jahr 1974 entschied sich Kultusminister Hans Maier, Petzet zum Generalkonservator für das Bayerische Landesamt für Denkmalpflege zu ernennen, und schlug dies dem Kabinett unter Ministerpräsident Alfons Goppel vor. Das Kabinett akzeptierte den Vorschlag. Doch vor der offiziellen Ernennung intervenierte der damalige CSU-Vorsitzende Franz Josef Strauß laut einem Spiegel-Bericht mit dem Hinweis, „Petzet habe einmal in einem Katalog für den Popkünstler Manzoni eine Konservendose mit »Künstlerscheiße« künstlerisch gewürdigt, eine das Empfinden der bayrischen Bevölkerung verletzende Darbietung“. Im Bayerischen Landtag löste diese Intervention eine heftige Debatte aus, in der die Oppositionsparteien dem Parteivorsitzenden der CSU und seiner Landesleitung eine illegitime Einmischung in Personalentscheidungen der Staatsregierung vorwarfen. Hildegard Hamm-Brücher von der FDP erklärte: „Die wiederholte Einmischung des Landesvorsitzenden in Personalentscheidungen, für die einzig und allein – und ich betone das – die Regierung zuständig ist, stellt den wiederholten Verstoß gegen diese eindeutigen Verfassungsbestimmungen dar“. Es kam zu Stellungnahmen des Kultusministers und des Ministerpräsidenten. Das Plenum diskutierte kontrovers darüber, ob in diesem Fall die CSU-Landesleitung für sich ein imperatives Mandat beansprucht habe. Schließlich erklärte Kultusminister Hans Maier in seinem Redebeitrag: „Am 19. März 1974 hat der Ministerrat Herrn Dr. Petzet zum bayerischen Generalkonservator ernannt, und am 26. März 1974 – also heute – hat der Ministerpräsident die Ernennungsurkunde unterzeichnet. Ich habe Herrn Dr. Petzet vor zwei Stunden die Urkunde ausgehändigt“. Petzet übte das Amt des Bayerischen Landeskonservators bis 1999 aus.
Im Jahr 1988 wurde Petzet Präsident des Deutschen Nationalkomitees des Internationalen Rates für Denkmalpflege (ICOMOS). Zum Präsidenten des internationalen Komitees des ICOMOS wurde er 1999 gewählt. Im Jahr 2008 gab er das Amt des internationalen Präsidenten und im Jahr 2012 das des nationalen Präsidenten ab. Seit 2008 war er Ehrenpräsident des internationalen ICOMOS, seit 2012 Ehrenpräsident des nationalen ICOMOS.
Petzet war Honorarprofessor an der Universität Bamberg und lehrte an der Akademie der Bildenden Künste und der Technischen Universität in München.
Er war Autor zahlreicher Bücher und Veröffentlichungen zur französischen Architektur des 17. und 18. Jahrhunderts, zur Kunst und zu Kunstdenkmälern in Bayern (insbesondere zu den Schlössern von König Ludwig II. und zur Architektur des Historismus) sowie über generelle Fragen von Denkmalschutz und Denkmalpflege. Bereits 1968 bewirkte er mit der weltweit beachteten Münchner Ausstellung König Ludwig II. und die Kunst eine Rehabilitation der lange verkannten Schöpfungen des Königs als Höhepunkte eines internationalen Historismus. Er war zudem Herausgeber mehrerer Periodika zur Denkmalpflege.
Petzet wurde auf dem Friedhof Krailling bestattet.
Sein Sohn ist der Münchner Architekt Muck Petzet.

## Ehrungen
- Bayerischer Verdienstorden
- 1987: Verdienstkreuz am Bande der Bundesrepublik Deutschland
- 2013: Verdienstkreuz 1. Klasse der Bundesrepublik Deutschland
- 2013: Karl-Friedrich-Schinkel-Ring des Deutschen Denkmalschutzpreises[7]

## Veröffentlichungen (Auswahl)
- Soufflots Sainte-Geneviève und der französische Kirchenbau des 18. Jahrhunderts. In: Universität München. Kunsthistorisches Seminar (Hrsg.): Neue Münchner Beiträge zur Kunstgeschichte. Band 2. de Gruyter, Berlin 1961, DNB 453751660 (Dissertation, Universität München, 1961).
- Denkmalpflege heute. Zwanzig Vorträge zu grundsätzlichen Fragen der Denkmalpflege; 1974–1992. In: Bayer. Landesamt für Denkmalpflege (Hrsg.): Arbeitshefte des Bayerischen Landesamtes für Denkmalpflege. Lipp, München 1993, ISBN 3-87490-557-8.
- Bauernkirchen. Die schönsten Dorfkirchen und Kapellen zwischen Donau und Alpen. Buchner, München 2002, ISBN 3-7658-1299-4 (Fotografien von Hans Joachim Budeit. Mit Texten von Michael Petzet und Burkhard Körner).
- mit Gert Mader: Praktische Denkmalpflege. W. Kohlhammer, Stuttgart, Berlin, Köln 1993 (Standardwerk zur Denkmalpflege).